# Salvador Ruiz de Luna
Gabriel Salvador Ruiz de Luna Arroyo (Talavera de la Reina, 18 de marzo de 1908 - Madrid, 5 de agosto de 1978) fue un compositor español, conocido sobre todo por sus bandas sonoras.

## Biografía
Hijo del ceramista Juan Ruiz de Luna Rojas, estudió con Pablo Luna y Conrado del Campo, con quien mantuvo una amistad incondicional durante 38 años. Fue profesor titular de la Escuela Oficial de Cinematografía y director de la sección de cinematografía de la SGAE. En 1935 realiza ballets para Carmen Amaya como El Embrujo y Un ballet con libreto de Gerardo Rivas. Es también autor de bandas sonoras de películas como Embajadores en el infierno (1956), El malvado Carabel (1956), Gayarre (1959) o Abuelita Charlestón (1962).

## Premios
Medallas del Círculo de Escritores Cinematográficos
| Año  | Categoría    | Película                  | Resultado |
| ---- | ------------ | ------------------------- | --------- |
| 1954 | Mejor música | Las últimas banderas      | Ganador   |
| 1955 | Mejor música | Orgullo                   | Ganador   |
| 1957 | Mejor música | La guerra empieza en Cuba | Ganador   |
| 1959 | Mejor música | El Lazarillo de Tormes    | Ganador   |